# Фанкаті Дабо
Фанкаті Дабо (англ. Fankaty Dabo, нар. 11 жовтня 1995, Лондон) — англійський футболіст, захисник клубу «Вітесс».

## Клубна кар'єра
Народився 11 жовтня 1995 року в Лондонів родині вихідців зі Сьєрра-Леоне. 2007 року потрапив в академію «Челсі», де став виступати за команду до 12 років. Поступово пройшов усі вікові щаблі академії, а з командою до 18 років виграв Молодіжний кубок Англії в сезоні 2013/14. 9 квітня 2016 року Дабо вперше потрапив у заявку основного клубу у матчі проти «Свонсі Сіті», отримавши номер 39, але на полі не з'явився.
Так і не зігравши жодного матчу за головну команду «синіх», 11 січня 2017 року Дабо приєднався на правах оренди до клубу Першої англійської ліги «Свіндон Таун» на решту сезону 2016/17. Через три дні Дабо зробив свій дебют на дорослому рівні у матчі проти «Болтон Вондерерз» (2:1), відігравши усі 90 хвилин. 5 лютого 2017 року Дабо забив перший гол за «Свіндон» у місцевому дербі проти «Оксфорд Юнайтед». Загалом взяв участь у 15 матчах чемпіонату і забив один гол.
25 червня 2017 року Дабо також на правах оренди на сезон був відданий у нідерландський «Вітесс». 5 серпня 2017 року Дабо дебютував за новий клуб у матчі Суперкубка Нідерландів проти «Феєнорда», в якому команда Дабо поступилась у серії пенальті. Станом на 22 квітня 2018 року відіграв за команду з Арнема 26 матчів в національному чемпіонаті.

## Виступи за збірні
2011 року дебютував у складі юнацької збірної Англії, взяв участь у 10 іграх на юнацькому рівні.
2014 року залучався до складу молодіжної збірної Англії. На молодіжному рівні зіграв в одному офіційному матчі.

## Статистика виступів

### Статистика клубних виступів
| Сезон             | Команда           | Чемпіонат         | Чемпіонат | Чемпіонат | Національний кубок | Національний кубок | Національний кубок | Континентальні кубки | Континентальні кубки | Континентальні кубки | Інші змагання | Інші змагання | Інші змагання | Усього | Усього | Усього |
| Сезон             | Команда           | Ліга              | Ігор      | Голів     | Ліга               | Ігор               | Голів              | Ліга                 | Ігор                 | Голів                | Ліга          | Ігор          | Голів         | Ігор   | Голів  |        |
| ----------------- | ----------------- | ----------------- | --------- | --------- | ------------------ | ------------------ | ------------------ | -------------------- | -------------------- | -------------------- | ------------- | ------------- | ------------- | ------ | ------ | ------ |
| 2016–17           | «Свіндон Таун»    | 1ФЛ               | 15        | 1         | КА+КЛ              | -                  | -                  | -                    | -                    | -                    | ТФЛ           | -             | -             | 15     | 1      |        |
| 2017–18           | «Вітесс»          | E                 | 17        | 0         | КН                 | 1                  | 0                  | ЛЄ                   | 5                    | 0                    | СН            | 1             | 0             | 24     | 0      |        |
| Усього за кар'єру | Усього за кар'єру | Усього за кар'єру | 32        | 1         |                    | 1                  | 0                  |                      | 5                    | 0                    |               | 1             | 0             | 39     | 1      |        |